# THE INTEGRAL POULTRY
THE INTEGRAL POULTRY（ジ・インテグラルポートリー）は、3人で構成される日本のバンド。愛称はINPO（インポー）。紙袋からクチバシとツノが生えた、謎のロックバンド。SCRAMBLE RECORDS所属。

## 概要
2013年のエイプリルフールに結成。メンバーはギーポ、ベーポ、ドラポの3人で構成される。通常は紙袋を被っており、ライブパフォーマンスを行う際に脱ぎ捨てるが、メイクをしているため素顔は非公開。飼育員というサポートメンバーがおり、LIVEを盛り上げたりメンバーの代わりにMCを行ったりする。
ビルボードジャパン、BARKSなど各種ニュースに取り上げられ、SCRAMBLE RECORDSの中心バンドとして活躍している。
音源はワンマンライブやイベントのチケット購入者限定で、新曲10曲をつけて発表するスタイルをとっている。YouTube上には、いくつかのミュージック・ビデオやLIVE映像が公開されている。
ファンの呼び名は紙袋ラー（かみぶくらー）。

## 来歴

### 2013年
- 4月エイプリルフールに結成。
- 5月24日「サウンドスクランブル」渋谷club asia。（SCRAMBLE RECORDSの定期イベント）に出演。
- 6月20日「サウンドスクランブル2」渋谷チェルシーホテル。出演。
- 7月13日「立ち上がれINPO」下北沢シェルター。結成3ヵ月にして初のワンマンライブ、新曲10曲を発表。
- 8月15日「サウンドスクランブル3」渋谷チェルシーホテル。出演。
- 9月28日「INPO展2DAYZ〜ゆ鳥の夜〜」、29日「INPO展2DAYZ〜さ鳥の朝〜」溝の口12Bunch。ワンマンツーデイズ、新曲20曲を発表。
- 10月14日「MINAMI WHEEL 2013」（FM802主催イベント）KINGCOBRA。出演。
10月19日「サウンドスクランブル4」渋谷チェルシーホテル。出演。
- 12月21日「THE INTEGRAL POULTRY 〜紙ブクロックSHOW〜」渋谷BURROW。「ツインワンマンLIVE!! JOVOvsINPO」の第一部。出演。[3]